# Hiroyuki Murakami
Pour les articles homonymes, voir Murakami.
Hiroyuki Murakami (村上 裕幸, Murakami Hiroyuki) (né le 14 janvier 1971 dans la ville de Tomakomai, à Hokkaido au Japon) est un joueur japonais de hockey sur glace.

## Carrière de joueur
Joueur ayant joué majoritairement dans la ligue élite de son pays le Japon, il joua tout de même quelques parties en Europe ainsi qu'en Amérique du Nord. Il s'aligna aussi pour l'équipe nationale japonaise à deux reprises lors du Championnat du monde junior de hockey sur glace.

## Statistiques
Pour les significations des abréviations, voir Statistiques du hockey sur glace.

### En club
| Saison    | Équipe           | Ligue               |    | Saison régulière | Saison régulière | Saison régulière | Saison régulière | Saison régulière |   | Séries éliminatoires | Séries éliminatoires | Séries éliminatoires | Séries éliminatoires | Séries éliminatoires |
| Saison    | Équipe           | Ligue               | PJ | B                | A                | Pts              | Pun              | PJ               | B | A                    | Pts                  | Pun                  |                      |                      |
| 1993-1994 | HC Kladno        | Extraliga           | 21 | 1                | 2                | 3                | -                | -                | - | -                    | -                    | -                    |                      |                      |
| 1994-1995 | Furukawa         | JHL                 | 30 | 11               | 7                | 18               | 65               | -                | - | -                    | -                    | -                    |                      |                      |
| 1995-1996 | Furukawa         | JHL                 | 39 | 8                | 28               | 36               | 73               | -                | - | -                    | -                    | -                    |                      |                      |
| 1996-1997 | Furukawa         | JHL                 | 26 | 7                | 8                | 15               | 71               | -                | - | -                    | -                    | -                    |                      |                      |
| 1997-1998 | Furukawa         | JHL                 | 40 | 19               | 18               | 37               | 99               | -                | - | -                    | -                    | -                    |                      |                      |
| 1998-1999 | Furukawa         | JHL                 | 39 | 17               | 22               | 39               | -                | -                | - | -                    | -                    | -                    |                      |                      |
| 1999-2000 | HC99 MELNIK      | 2.Tschechische Liga |    |                  |                  |                  |                  | -                | - | -                    | -                    | -                    |                      |                      |
| 2000-2001 | Huddinge IK      | Division 1          | 19 | 2                | 4                | 6                | 68               | -                | - | -                    | -                    | -                    |                      |                      |
| 2000-2001 | Whoopee de Macon | LCH                 | 13 | 0                | 2                | 2                | 8                | -                | - | -                    | -                    | -                    |                      |                      |
| 2001-2002 | Sapporo Polaris  | JHL                 | 40 | 21               | 16               | 37               | -                | -                | - | -                    | -                    | -                    |                      |                      |

### En équipe nationale
| Année | Équipe | Compétition                        |   | PJ | B | A  | Pts | Pun          |  | Résultats |
| 1990  | Japon  | Championnat du monde junior div. B | 7 | 6  | 4 | 10 | 8   |              |  |           |
| 1991  | Japon  | Championnat du monde junior div. B | 7 | 5  | 3 | 8  | 12  |              |  |           |
| 2001  | Japon  | Championnat du monde               | 6 | 0  | 0 | 0  | 20  | 16e position |  |           |